# Schieferdrossel

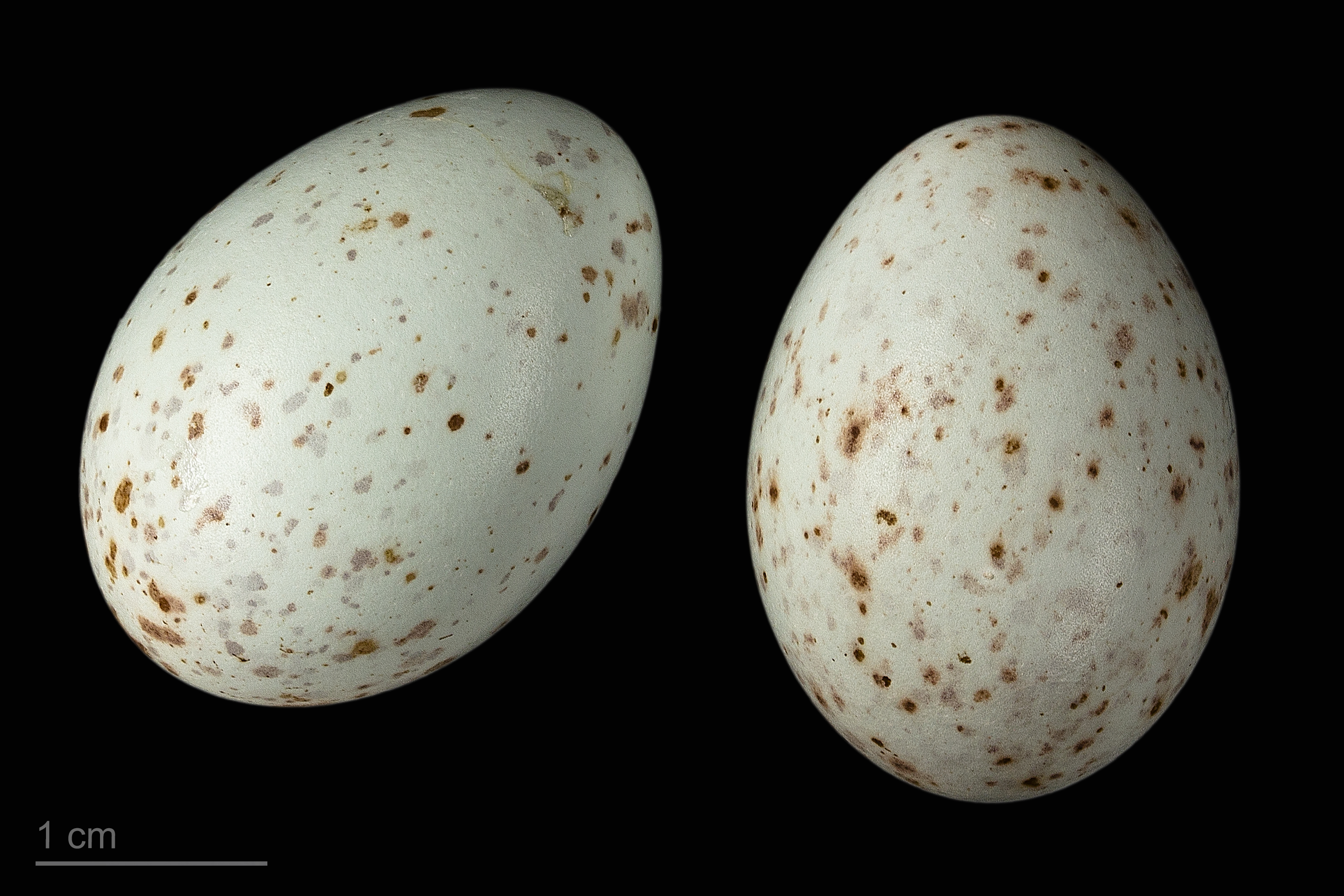
Geokichla sibirica davisoni, Sammlung Museum von Toulouse

Die Schieferdrossel (Geokichla sibirica, Syn.: Zoothera sibirica) ist eine Vogelart aus der Familie der Drosseln (Turdidae).

## Vorkommen
Die Schieferdrossel brütet in der Taiga Sibiriens vom Jenissei ostwärts bis Magadan und südwärts bis zum Baikalsee und im nordöstlichen China. Sie kommt auch auf den Inseln Sachalin, Hokkaidō und Honshū vor. Die Art ist ein Zugvogel der in Südostasien überwintert. Einzelne Exemplare erreichen bisweilen im Herbst oder Winter als Irrgast Westeuropa. Für gewöhnlich werden zwei Unterarten unterschieden: G. s. davisoni (Hume, 1877) auf den genannten drei Inseln und die Nominatform G. s. sibirica auf dem Festland.

## Merkmale
Mit einer Körperlänge von etwa 20 cm und einem Gewicht von 60 bis 72 g ist die Art etwa gleich groß wie eine Singdrossel. Die Beine sind gelb und der Schnabel dunkel. Die adulten Männchen sind dunkel-graublau und wirken aus der Entfernung schwarz. Der Bauch der Männchen hat je nach Exemplar mehr oder weniger weiße Muster, doch allen ist ein breiter weißer Mittelstreifen gemein. Außerdem existieren ein breiter weißer Augenstrich und eine weiße Außenkante am Schwanz. Weibchen sind auf der Oberseite olivbraun, während die gelbweiße Unterseite kräftige dunkle Querstriche aufweist. Bei Weibchen ist der Augenstrich beige und zusätzlich gibt es einen gleichfarbigen Strich am Kinn. Von unten erscheinen die Flügel beider Geschlechter schwarz mit doppelten weißen Bändern, damit gleichen sie der nördlichen Unterart der Erddrossel (Zoothera dauma aurea). Die Unterart G. s. davisoni ist dunkler als die Nominatform und hat eine weniger weiße Schwanzkante.

## Lebensweise und Gefährdung
Die Schieferdrossel ist sehr scheu. Sie brütet in Bergwäldern in geringen Höhen. Der Wald kann aus laubabwerfenden oder immergrünen Laubbäumen oder aus Nadelbäumen bestehen. Weiter nördlich brütet die Art in den Taigaebenen. Als Nahrung dienen unterschiedliche Insekten sowie Würmer und Beeren.
Die IUCN listet die Schieferdrossel als nicht gefährdet (least concern).